# Rhynchozoon incallidum
Rhynchozoon incallidum är en mossdjursart som beskrevs av Hayward och Cook 1983. Rhynchozoon incallidum ingår i släktet Rhynchozoon och familjen Phidoloporidae. Inga underarter finns listade i Catalogue of Life.